# 芥田武夫
芥田 武夫（あくた たけお、1903年10月20日 - 1987年9月5日）は、日本のアマチュア野球選手・プロ野球監督・プロ野球球団経営者、スポーツ記者、野球解説者。兵庫県加東市出身（姫路市野里町とする資料もあり）。旧姓：氷室（ひむろ）。

## 来歴・人物

### 選手時代
兵庫県立姫路中学校卒業後、1922年に早稲田大学へ入学。早大野球部では飛田忠順監督の「精神野球」に鍛練され、外野手として活躍。1925年秋季には東京六大学リーグ最初の首位打者を獲得した（当時は「氷室武夫」）。1926年には主将を務めた。大学時代の通算成績は65試合出場、240打数63安打、打率.263、2本塁打（六大学リーグ以前も含む）。卒業後、満洲国へ渡り南満洲鉄道に入社し満洲倶楽部（大連市）の選手として活動。1927年の第1回全日本都市対抗野球大会で優勝を経験。1929年の第3回全日本都市対抗野球大会でも優勝を経験。

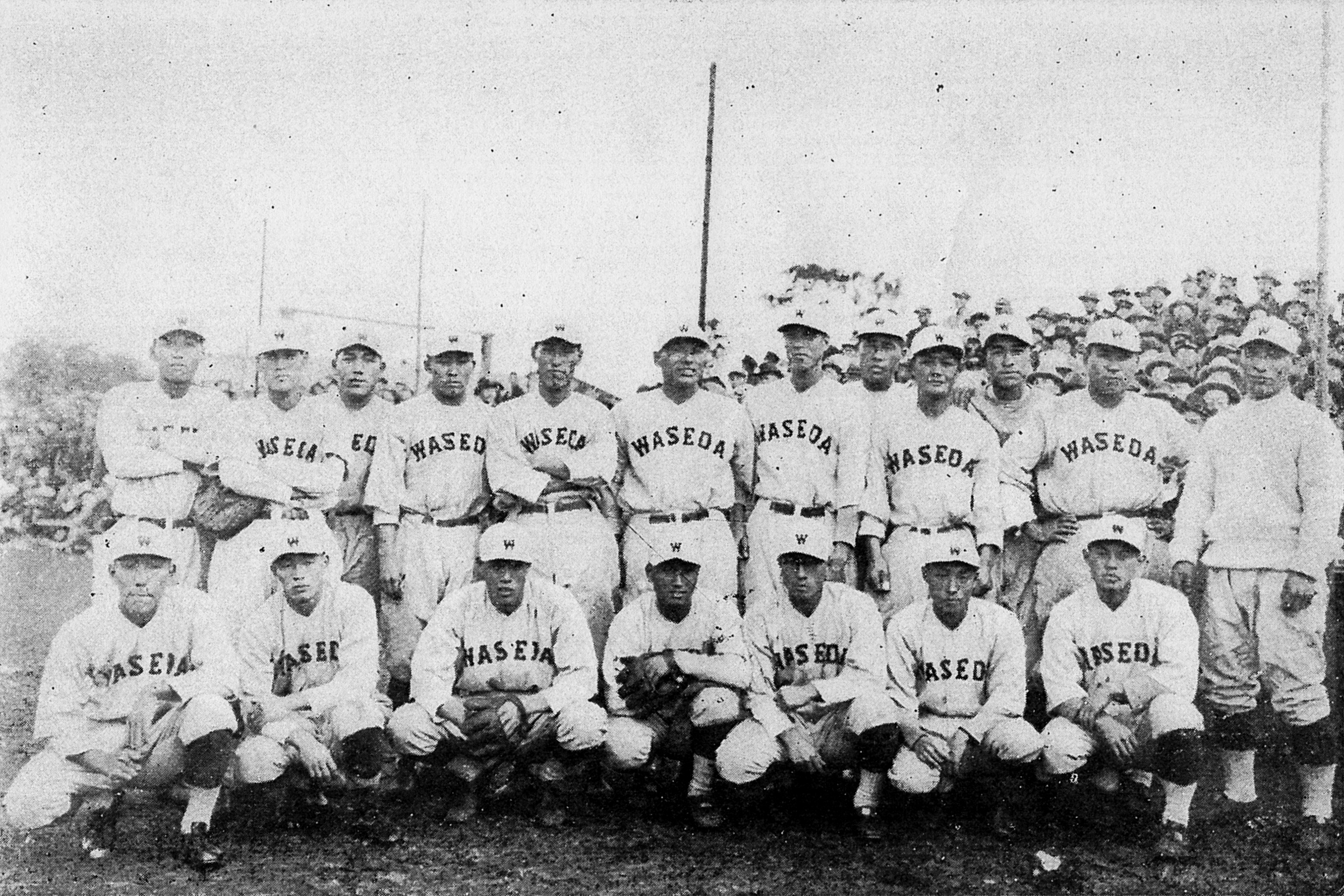
1924年の早稲田大学野球部（後列左から3人目が氷室武夫）

### 新聞記者時代
1933年より時事新報記者、1935年より朝日新聞記者となる。スポーツ記者として活動する一方で、日本プロ野球におけるオールスターゲームの前身となる職業野球東西対抗戦を同僚の田村恭一らとともに発案したほか、1946年には、佐伯達夫とともに全国中等学校野球連盟（1947年より全国高等学校野球連盟、1963年より日本高等学校野球連盟）の設立に関わり全国中等学校優勝野球大会（1948年より全国高等学校野球選手権大会）の復興に尽力した。

### 野球解説者・プロ野球監督時代
1952年には朝日放送（ABC）の専属野球解説者第1号に就任。2月29日・3月1日に行われた同局初のプロ野球中継（南海対巨人の定期戦=オープン戦2試合。いずれも、14:00 - 15:40に放送）を担当したが、同年途中の9月17日、プロ野球の近鉄パールス監督に就任。
1953年に小玉明利が入団テストを受けた際、捕手の根本陸夫は芥田に「ぜひ採用すべきだ」と進言したが芥田は朝日新聞運動部長から前年途中に監督になったばかりで「高校中退させるには・・・」と躊躇した。だが根本は「3年まで待つと他球団に取られる。」として強引に口説いた。小玉は自ら高校を中退して入団の道を選んだ。また、一軍公式戦出場のなかった1955年から1956年はプロ野球経験のない芥田を根本がサポートし、投手のローテーションを決めていた。万年最下位という汚名を返上し、チームを躍進させるきっかけを作った。
1957年シーズン途中の6月22日に休養、加藤春雄が代理監督となり、11月26日に加藤へ監督の座を譲り辞任。

### 野球解説者復帰・近鉄球団社長時代
その後は、ABC野球解説者（1958年 - 1966年）・日刊スポーツ野球評論家。1966年10月19日から1970年1月30日までは、近鉄バファローズの球団社長を務め、1967年オフは大学の後輩でもある三原脩を監督へ招聘した。また、早大先輩で東京六大学野球リーグで初代芥田に次ぎ第2回目の首位打者となった伊丹安広の縁で永渕洋三をドラフト2位で獲得した。1968年4月から7月の間は、急死したパシフィック・リーグ会長の松浦晋に代わって会長代行も務めた。
1987年9月5日に死去、83歳没。1988年に特別表彰者として野球殿堂入りした。

## 詳細情報

### 表彰
- 野球殿堂特別表彰（1988年）

### 監督としてのチーム成績
| 年度   | 年度     | チーム | 順位 | 試合 | 勝利 | 敗戦 | 引分 | 勝率 | ゲーム差 | チーム 本塁打 | チーム 打率 | チーム 防御率 | 年齢 |
| ------ | -------- | ------ | ---- | ---- | ---- | ---- | ---- | ---- | -------- | ------------- | ----------- | ------------- | ---- |
| 1952年 | 昭和27年 | 近鉄   | 7位  | 2    | 1    | 1    | 0    | .500 |          |               |             |               | 49歳 |
| 1953年 | 昭和28年 | 近鉄   | 7位  | 120  | 48   | 69   | 3    | .410 |          |               |             |               | 50歳 |
| 1954年 | 昭和29年 | 近鉄   | 4位  | 140  | 74   | 63   | 3    | .540 |          |               |             |               | 51歳 |
| 1955年 | 昭和30年 | 近鉄   | 5位  | 142  | 60   | 80   | 2    | .429 |          |               |             |               | 52歳 |
| 1956年 | 昭和31年 | 近鉄   | 5位  | 154  | 68   | 82   | 4    | .453 |          |               |             |               | 53歳 |
| 1957年 | 昭和32年 | 近鉄   | 7位  | 52   | 14   | 36   | 2    | .280 |          |               |             |               | 54歳 |

※1 1952年は9月24日から閉幕まで
※2 1957年は開幕から6月20日まで
※3 1954年から1955年までは140試合制

### 監督通算成績
- 610試合 265勝331敗14分 勝率.445
- Aクラス1回、Bクラス5回

### 背番号
- 50（1952年 - 1957年）[注 5]

### 登録名
- 芥田 武夫（あくた たけお、1952年 - 1957年）

## 関連情報

### 出演番組
- プロ野球中継 - 解説
  - ABCラジオ放送分
  - TBSテレビ系列放送分（ABCテレビ[注 1]制作分。芥田の在任当時、ABCテレビはTBSテレビ系ネットワークに加盟していた[注 6]）

### 著書
- 『闘将!西本幸雄』（1980年4月、恒文社発行）…国立国会図書館の書誌情報
  - （1982年11月、恒文社から増補改訂版を発行）ISBN 4770405138
- 『わが熱球60年史』（1981年2月、恒文社発行）…国立国会図書館の書誌情報